# Karl Colberg

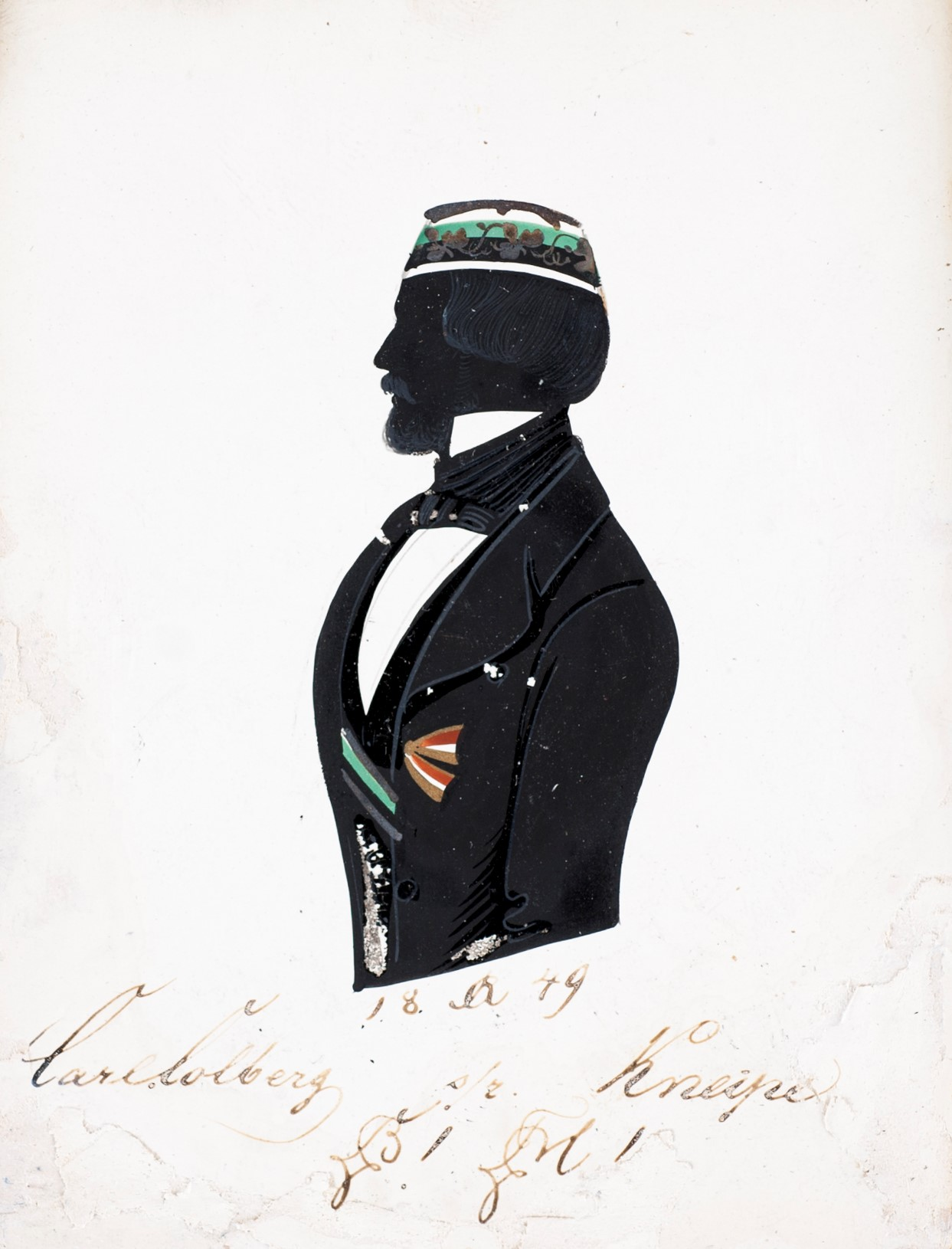
Carl Colberg (1849)

Karl Colberg (* 6. Mai 1828; † Februar 1882 in Stettin) war ein deutscher Richter und Parlamentarier.

## Leben
Karl Colberg stammte wohl aus Halle (Saale). Er studierte an der Friedrichs-Universität Halle und der Ruprecht-Karls-Universität Heidelberg Rechtswissenschaft. 1849 wurde er im Corps Marchia Halle und im Corps Saxo-Borussia Heidelberg recipiert. Nach dem Studium wurde er 1851 in Halle  zum Dr. iur. promoviert. Er schlug die Richterlaufbahn ein und wurde Kreisrichter in Halle (Saale). Zuletzt war er Oberlandesgerichtsrat am Oberlandesgericht Stettin. 1867–1870 vertrat er den Wahlkreis Merseburg 4 (Saalkreis mit Stadtkreis Halle) im Preußischen Abgeordnetenhaus. Er gehörte der Fraktion der Konservativen Partei (Preußen) an. 1869/70 war er Schriftführer des Parlaments. Er wurde keine 54 Jahre alt.